# Park Narodowy Elk Island
Park Narodowy Elk Island (ang. Elk Island National Park, fr. Parc national Elk Island) – park narodowy położony w prowincji Alberta, w pobliżu miasta Edmonton w Kanadzie. Park został utworzony w 1913. Powierzchnia parku wynosi 124 km². Jest to jeden z najmniejszych kanadyjskich parków narodowych. Park jest podzielony przez autostradę Yellowhead Highway.

## Fauna
Na terenie Parku Narodowego Elk Island występuje wiele dzikich gatunków, wśród których można wymienić: bizona amerykańskiego, wapiti, łosia, niedźwiedzia, bobra kanadyjskiego. W parku występuje około 800 bizonów.
Park stanowi schronienie dla ponad 250 gatunków ptaków.

## Turystyka
- turystyka
- biegi narciarskie
- kemping

## Galeria

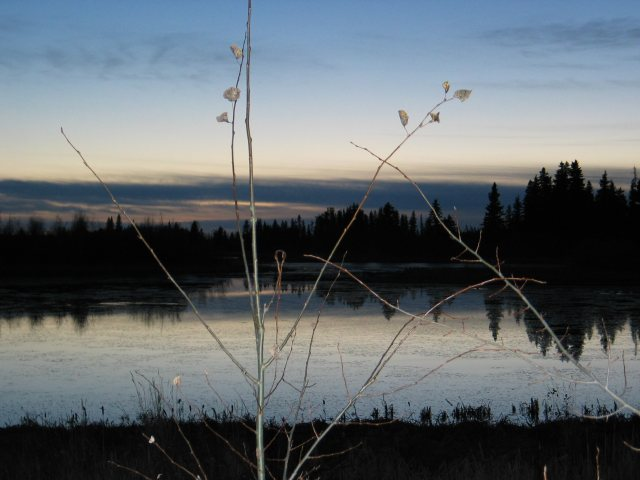
Park Narodowy Elk Island
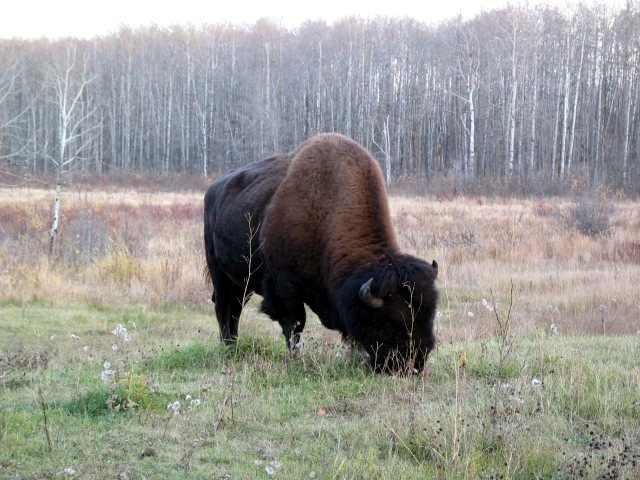
Bizon w Parku Narodowym Elk Island